# Casa Linderman-Johnson
La Casa Lindeman-Johnson (en inglés: Lindeman-Johnson House) es una casa histórica ubicada en Homestead, Florida. La Casa Lindeman-Johnson se encuentra inscrito  en el Registro Nacional de Lugares Históricos desde el 15 de noviembre de 1996.  

## Ubicación
La Casa Lindeman-Johnson se encuentra dentro del condado de Miami-Dade en las coordenadas 25°28′43″N 80°28′40″O / 25.478611, -80.477778.